# Metawithius indicus
Metawithius indicus är en spindeldjursart som beskrevs av E.N. Murthy och Taracad Narayanan Ananthakrishnan 1977. Metawithius indicus ingår i släktet Metawithius och familjen Withiidae. Inga underarter finns listade i Catalogue of Life.